# Wilhelm Friedemann Bach

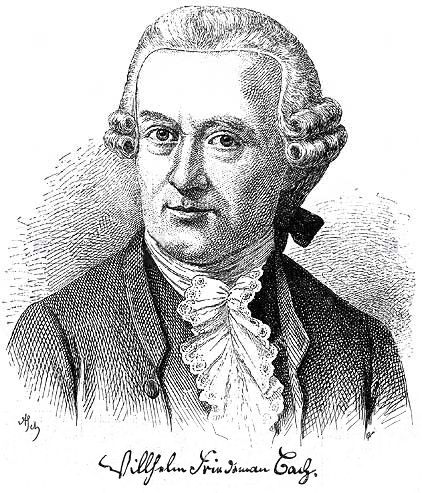
Wilhelm Friedemann Bach

Wilhelm Friedemann Bach und oft nur Friedemann Bach genannt (* 22. November 1710 in Weimar; † 1. Juli 1784 in Berlin) war ein deutscher Komponist und Organist des Spätbarock im Übergang zur Klassik.

## Leben und Wirken

### Weimar, 1710–1717
Wilhelm Friedemann Bach war das zweite Kind und der älteste Sohn von Johann Sebastian Bach und seiner ersten Frau Maria Barbara (1684–1720), einer Cousine zweiten Grades des Vaters. Vor ihm kam in seiner Familie 1708 seine Schwester Catharina Dorothea in Weimar zur Welt. Sein Vater besaß um diese Zeit eine Stellung als Hoforganist und Kammermusikus bei dem streng lutherischen Herzog Wilhelm Ernst in Weimar; dieser galt in jener Zeit als einer der vornehmsten, gebildetsten und kunstsinnigsten Fürsten Mitteldeutschlands. Die zwei Vornamen des Bach-Sohns leiten sich von den beiden Taufpaten her: Baron Wilhelm Ferdinand von Lyncker (1687–1713), einem Adeligen aus dem Haus des Herzogs, und Paul Friedemann Meckbach (1674–1713), Jurist in Mühlhausen und Sohn des dortigen Bürgermeisters – beides Bekannte Johann Sebastians aus dessen Mühlhäuser Zeit. Entsprechend den damaligen Gepflogenheiten kam als Taufpatin Anna Dorothea Hagedorn hinzu, eine noch junge Freundin von Wilhelm Friedemanns Mutter. Die Taufe war am 24. November 1710. Die Wohnung der Familie lag am Markt 16 in der Nähe von Schloss Wilhelmsburg, in dem der Landesherr residierte.
Im Hause Bach bekam Wilhelm Friedemann, nach Aussage des Bach-Biografen Johann Nikolaus Forkel, „vom frühen Kindesalter an gute Musik zu hören“, noch bevor er zur Schule ging; hierzu trugen auch Schüler seines Vaters bei, insbesondere Johann Caspar Vogler. Noch in der frühesten Zeit Wilhelm Friedemanns, als er gerade gut zwei Jahre alt war, gebar seine Mutter am 23. Februar 1713 Zwillinge, nämlich Johann Christoph, der noch am Tag der Geburt starb, und Maria Sophia, die ihm nach drei Wochen in den Tod folgte. Nach einem weiteren Jahr, am 8. März 1714, wurde Carl Philipp Emanuel geboren; nochmals ein Jahr später, am 11. Mai 1715, kam Johann Gottfried Bernhard als dritter Sohn Johann Sebastian Bachs zur Welt. Zwischenzeitlich, am 2. März 1714, war Vater Johann Sebastian Bach zum Konzertmeister ernannt worden und schlug gleichzeitig das Stellenangebot an der Marktkirche zu Halle aus. Die neue Position erwies sich für die Familie als wesentliche materielle Verbesserung.
1716 war der Kapellmeister der sächsischen Hofkapelle in Weimar, Johann Samuel Drese, verstorben, nachdem er sich in den letzten 20 Jahren meistens durch seinen Sohn Johann Wilhelm hatte vertreten lassen. Für die Nachfolge versuchte der Herzog Georg Philipp Telemann, der in Frankfurt wirkte, zu gewinnen, und nach dessen Ablehnung bekam der Sohn Johann Wilhelm Drese die Stelle, ohne dass Johann Sebastian Bach überhaupt nur gefragt wurde. Seit dieser Übergehung trachtete dieser danach, Weimar baldmöglichst zu verlassen. Dies schlug sich in mehreren vergeblichen Entlassungsgesuchen nieder, zuletzt Anfang November 1717 mit besonderer Dringlichkeit. Dies hatte zur Folge, dass der Landesherr ihn wegen seiner Halßstarrigen Bezeügung und zu erzwingenden dimission verhaften ließ, ihn vom 6. November bis 2. Dezember 1717 im Arrest hielt und anschließend „mit angezeigter Ungnade“ entließ. Wilhelm Friedemann feierte somit seinen siebenten Geburtstag ohne den Vater, und es ist mit Sicherheit anzunehmen, dass der älteste Sohn gespürt haben muss, dass der Vater sich hier in einer wichtigen Angelegenheit behauptet hatte. Zuvor schon, im August 1717, hatte Johann Sebastian beim Fürsten von Anhalt-Köthen einen Vertrag unterzeichnet, der ihn zum dortigen Hofkapellmeister mit einer deutlichen Erhöhung seiner Bezüge machen würde. Die Familie beging das Weihnachtsfest noch in Weimar und lebte dann ab Anfang 1718 in Köthen. Das ganze Fürstentum hatte damals etwa zehntausend Einwohner.

### Köthen, 1718–1723
Der noch nicht fünfundzwanzigjährige und musikalisch gebildete Fürst Leopold von Anhalt-Köthen hatte Italien bereist und war dabei von dem Komponisten Johann David Heinichen begleitet worden.  Er hatte eine gut ausgebildete Bass-Stimme und wirkte möglicherweise in seiner Hofkapelle zeitweilig als Violinspieler mit. Er war auch stolz auf seinen neuen Kapellmeister Johann Sebastian Bach, und es entwickelte sich zwischen beiden eine lebenslange Freundschaft. Wilhelm Friedemann Bach besuchte hier ab 1718 die lutherische Lateinschule. Dort drängten sich im Klassenraum des Lehrers Paul Berger bis zu 117 Kinder.
Dass es im Gegensatz dazu mit der häuslichen und musikalischen Ausbildung gut stand, zeigt das Klavierbüchlein für Wilhelm Friedemann Bach, ein Geschenk des Vaters vom Jahresanfang 1720 mit folgendem Deckblatt:

```
         C l a v i e r - B ü c h l e i n

                       vor

              Wilhelm Friedemann Bach

                Angefangen in Cöthen

                  den 22. Januarij

                     Anno 1720.
```

Dies war ein Heft im Kleinoktav-Format, eine Fibel, die erst im Entstehen war und nach und nach mit Stücken im stetig fortschreitenden Schwierigkeitsgrad bis 1725/1726 ausgefüllt wurde. Diese Stücke reichen von den zweistimmigen Inventionen BWV 772–786 zu den noch schwierigeren dreistimmigen Sinfonien (oder Fantasien) BWV 787–801 und Stücken aus dem 1. Teil des Wohltemperierten Klaviers. Außer Kompositionen von Bach-Vater enthält dieses Lehrwerk noch Stücke von Johann Christoph Richter, Georg Philipp Telemann und Gottfried Heinrich Stölzel. Darüber hinaus beinhaltet dieses kleine Lehrwerk eingetragene Fingersätze und eine Verzierungstabelle nach D’Anglebert sowie Friedemanns erste eigene Kompositionsversuche.
Während sein Vater seinen Dienstherrn zu den Quellen nach Karlsbad begleitete, starb am 5. Juli 1720 Wilhelm Friedemanns Mutter. Als Vater Bach am 7. Juli zurückkehrte, war seine Frau bereits beerdigt und der 36-jährige Bach musste nun mit vier kleinen Kindern alleine zurechtkommen. 
Bach engagierte im Frühsommer 1721 Anna Magdalena Wilcke (1701–1760), eine gute Sängerin und Tochter des Trompeters der Köthener Hofkapelle, als Fürstliche Köthener Kammermusikerin. Am 3. Dezember 1721 heirateten die beiden. Es wird berichtet, dass Anna Magdalena Bach durch ihr freundliches Wesen schnell in ihre neue Rolle als Familienmutter hineinfand, insbesondere zu den vier schon vorhandenen Kindern.
Nachdem Fürst Leopold im Jahr 1721 Friederike Henriette von Anhalt-Bernburg geheiratet hatte, kühlte sich das Verhältnis zwischen Vater Bach und dem Köthener Hof ab, weil die Gattin seines Dienstherrn nach Bachs Ansicht eine Amusa war und nur wenig Sinn für musikalische Aktivitäten hatte. Als im Juni 1722 das Amt des Leipziger Thomaskantors nach dem Tod des bisherigen Amtsinhabers Johann Kuhnau frei geworden war, suchte der Leipziger Rat für Kuhnau einen würdigen Nachfolger. Es wurden zunächst Georg Philipp Telemann, dann der Darmstädter Kapellmeister Christoph Graupner, Schüler von Johann Kuhnau, in die engere Wahl gezogen. Johann Sebastian Bach meldete sich erst gegen Ende des Jahres, nachdem die beiden anderen Kandidaten von ihren jeweiligen Dienstherren nicht freigegeben worden waren. Nach der Vorführung des Probestücks am 7. Februar 1723 wurde J. S. Bach am 5. Mai offiziell ernannt und am 31. Mai in sein Amt eingeführt; er war hier in Leipzig ein Angestellter der Stadt, nicht der Kirche. Die Familie bezog die Kantorenwohnung im linken Flügel des Thomasschulgebäudes.

### Leipzig, 1723–1733
In seine Leipziger Zeit, in einer Stadt mit damals 30.000 Einwohnern, fällt für Wilhelm Friedemann (ebenso wie für seine jüngeren Brüder Carl Philipp Emanuel und Johan Gottfried Bach) zunächst der Besuch der dortigen Thomasschule; aus dieser Zeit sind vier Schulhefte aus den Jahren 1723 bis 1726 erhalten. Von September 1724 bis August oder September 1726 hat er nachweislich Kantatenstimmen seines Vaters ausgeschrieben. Von Juli 1726 bis April 1727 erhielt er bei Johann Gottlieb Graun in Merseburg Violinunterricht. Außerdem begleitete er in den späten 1720er Jahren seinen Vater mehrfach nach Dresden, und er machte sich hier schon mit der Stätte vertraut, an der er einige Jahre später eine Stelle bekommen sollte. Darüber hinaus ist belegt, dass Wilhelm Friedemann Bach bei einem Besuch in Halle im Jahr 1729 Georg Friedrich Händel eine Einladung seines Vaters übermittelte. Nachdem Vater Bach seinen ältesten Sohn schon 1723 als Depositus an der Universität Leipzig hatte vormerken lassen, wurde dieser am 5. März 1729 an dieser Hochschule immatrikuliert und hörte Vorlesungen über Jura, Philosophie und Mathematik; es wird berichtet, dass ihn das letztere Fach besonders interessierte.
Ab 1727 scheint sich Wilhelm Friedemann Bach bis zum Ende seiner Leipziger Zeit besonders mit dem Orgelspiel beschäftigt zu haben, was aus seinen Abschriften von Orgelwerken seines Vaters (Concerto BWV 594 und Triosonaten 525 bis 528) hervorgeht; eigene Kompositionen sind für diese Zeit nicht mit Sicherheit nachzuweisen. 1729 wirkte er bei der Begräbnismusik für Herzog Leopold in Köthen mit, die sein Vater leitete. Auch fungierte er im Dezember 1732 in Udestedt als Taufpate für Dorothea Wilhelmine, die jüngste Tochter seines Cousins Tobias Friedrich Bach. Auf seine bedeutenden Fortschritte in Richtung Orgel- und Cembalo-Virtuose deutet auch die Tatsache hin, dass er ab 1730 den Unterricht von Christoph Nichelmann übernahm, möglicherweise zur Entlastung seines Vaters. Am 26. März 1731 machte er ein Probespiel an St. Peter und Paul in Halberstadt als Bewerbung um die dortige Stelle. Er wurde zwar besser bewertet als seine beiden Mitbewerber, jedoch entschied sich die dortige Prüfungskommission dann doch für einen „Bewerber aus dem eigenen Land“. Später, mit Datum vom 7. Juni 1733, bewarb sich Wilhelm Friedemann Bach in einem von seinem Vater verfassten Brief um die Organistenstelle an der Sophienkirche in Dresden und führte in seinem Probespiel am 22. Juni vermutlich Präludium und Fuge G-Dur BWV 541 seines Vaters auf. Es gab zwei weitere Bewerber, und als Gutachter war auch der Vizekapellmeister der dortigen Hofkapelle, Pantaleon Hebenstreit, geladen. Dieser gab unter anderem zu Protokoll, dass „der jüngere Bach unter den drei Competenten der beste sey“ und „er vor anderen des jüngeren Bach Geschicklichkeit gerühmet“ hat. Wilhelm Friedemann Bach wurde anschließend einstimmig gewählt.

### Dresden, 1733–1746
Wilhelm Friedemann Bach bekam am 11. Juli 1733 die Schlüssel zur Sophienkirche und trat sein neues Amt am 1. August an, indem ihm offiziell die Orgel übergeben wurde. Seine Aufgabe beschränkte sich auf das gottesdienstliche Orgelspiel und enthielt auch die Verpflichtung zur einvernehmlichen Zusammenarbeit mit dem Kantor der Kirche. Diese Stelle war mit etwa 80 Reichstalern jährlich schlecht bezahlt; andererseits ließ sie ihm gleichzeitig freie Hand und Zeit für die Verfolgung anderer Interessen. Hierzu gehörten insbesondere die Pflege der Bekanntschaft mit Komponisten des Dresdner Hofs, wie Johann Adolph Hasse mit seiner Ehefrau, der Sängerin Faustina Bordoni, ferner Johann Georg Pisendel, Jan Dismas Zelenka, Pantaleon Hebenstreit, dem zweiten Kapellmeister Johann David Heinichen, dem dritten Kapellmeister Antonio Lotti und dem Lautenisten Silvius Leopold Weiss sowie den Flötisten Johann Joachim Quantz und dessen Lehrer Pierre-Gabriel Buffardin. Der Ruf dieses Orchesters hatte eine legendäre Höhe erreicht und sogar Komponisten wie Antonio Vivaldi und Georg Philipp Telemann nach Dresden gezogen. Musikhistoriker nehmen an, dass Wilhelm Friedemann Bach auch aktiv am Musikleben des Hofs teilnahm und näheren Kontakt zu musikliebenden Adeligen knüpfte, besonders zu Hermann Karl Graf von Keyserlingk, dem russischen Botschafter in Dresden, aber auch zu Carl Heinrich von Dieskau, dem directeur des plaisirs, und zu der späteren Kurfürstin Maria Antonia Walpurgis von Sachsen, der er Jahre später (1767) sein Cembalokonzert e-Moll widmete. In dieser Zeit unterrichtete er auch Johann Gottlieb Goldberg, dessen Name später durch die Goldberg-Variationen von Vater Bach (BWV 988), einem Auftrag von Graf Keyserlingk, besonders bekannt werden sollte.
Auffallenderweise ist in seiner Dresdner Zeit keine einzige Orgelkomposition entstanden, aber Wilhelm Friedemann Bach verstärkte offenbar seine kompositorischen Aktivitäten auf anderen Gebieten. Es entstanden zwei Cembalokonzerte, Sinfonien für Streichorchester, Triosonaten und mehrere Cembalosonaten, nach etwa 1740 die Sonate F-Dur für zwei Cembali und vielleicht das Konzert Es-Dur für zwei Cembali und Orchester. Eine gewisse Aufbruchstimmung des Komponisten ist zu spüren bei der letzteren, noch jungen Gattung des Klavierkonzerts. In Dresden entstanden drei Konzerte dieser Art, sie gehören zu den frühesten Beispielen dieser Gattung überhaupt. Auf das Frühjahr 1745 lässt sich Wilhelm Friedemann Bachs erstes auf eigene Kosten gedrucktes Werk datieren, eine Cembalosonate D-Dur. Sie war als erste Sonate von sechs geplant, wurde aber wegen ihrer hohen spieltechnischen Anforderungen kaum verkauft, woraufhin er keine weiteren Sonaten mehr schrieb. Auch sonst fand sein musikalisches Schaffen in Dresden praktisch keinen Anklang, und seine Konzerte fanden kein geneigtes Gehör.
Wegen der Annahme der polnischen Krone durch den amtierenden sächsischen Kurfürsten wurde der katholische Einfluss auch in Dresden stärker, und ein eigenes katholisches Gotteshaus wurde errichtet. Nachdem die alte Schlosskirche, seit der Reformation protestantisch, profaniert und nach Umbau in Wohnungen für Hofbedienstete umgewandelt worden war, wurde dem protestantischen Hofpersonal für dessen Gottesdienste die Sophienkirche zugewiesen. Weil es aber dieser Personenkreis nicht für standesgemäß hielt, sich hier dem gewöhnlichen Volk anzuschließen, wurde an St. Sophien ein zweiter sonntäglicher Gottesdiensttermin eingerichtet, und der Sophien-Organist Wilhelm Friedemann Bach hatte hier einen zusätzlichen Organistendienst zu versehen – aber selbstverständlich ohne die geringste Erhöhung seiner Bezüge. Dagegen erhielt der Orgelstimmer den doppelten Lohn, weil dessen Zeitaufwand erheblich gestiegen war. Darüber hinaus wurde nach dem Umbau der Sophienkirche, der am 16. Juni 1737 abgeschlossen war, auch die Generalüberholung der Silbermann-Orgel notwendig, wobei Wilhelm Friedemann Bach jedoch als Sachkundiger völlig übergangen wurde – ein offener Affront gegen den Organisten, der hier seit vier Jahren amtierte und sein Instrument bestens kannte. Eine gewisse Resignation Wilhelm Friedemann Bachs führte wohl auch dazu, dass er sich 1742 nach dem Tod des Frauenkirchen-Organisten nicht um dessen Nachfolge bemühte. Die Stelle wurde schließlich dem Sebastian-Bach-Schüler Gottfried August Homilius übertragen.
Die zuvor beschriebenen Vorgänge führten mit Sicherheit dazu, dass der Komponist seiner Stellung in Dresden mehr und mehr überdrüssig wurde und Kontakte zu den Kirchenbehörden in Halle an der Saale knüpfte. Er bat am 16. April 1746 seine Vorgesetzten in Dresden um Entlassung und schlug als seinen Nachfolger einen Schüler seines Vaters vor, Johann Christoph Altnikol, der allerdings nicht genommen wurde. Mit dem gleichen Datum erfolgte Friedemann Bachs Ernennung zum director musices und Organisten an der Marien- oder Liebfrauenkirche in Halle. Dort wurde er Nachfolger von Gottfried Kirchhoff, welcher der Lehrer von Friedrich Wilhelm Zachow gewesen war; an dieser Entscheidung zu Gunsten seines ältesten Sohnes hatte Vater Bach sicherlich erheblich mitgewirkt.

### Halle, 1746–1770

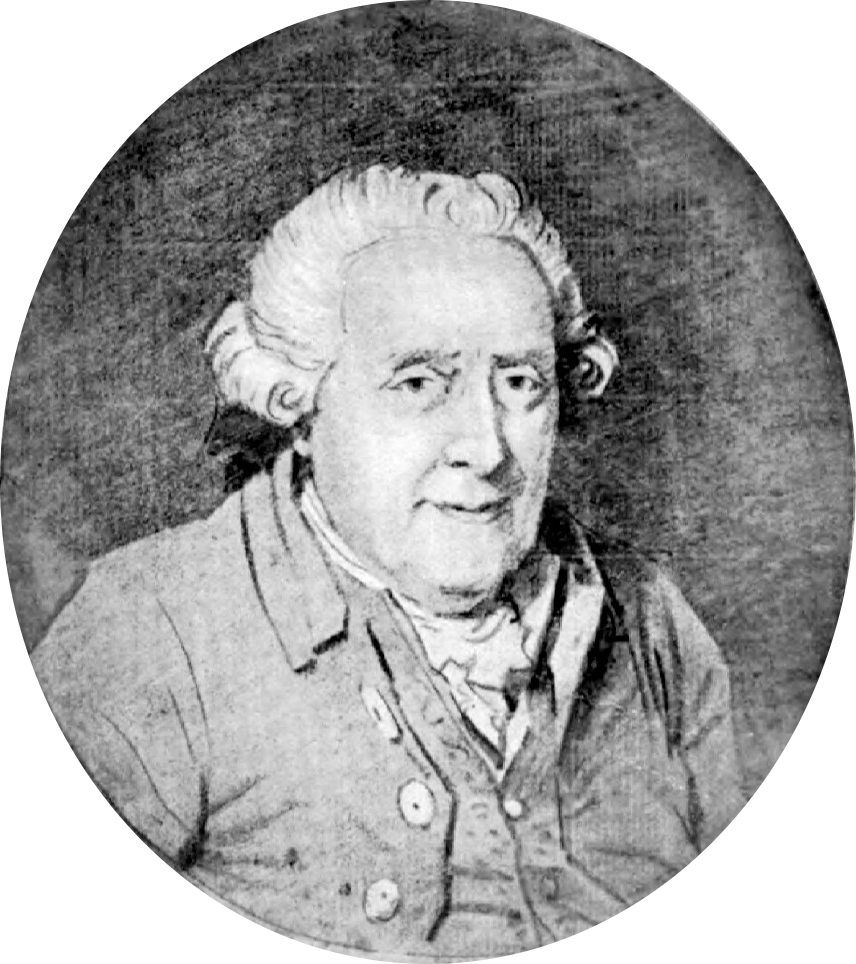
Porträtminiatur von Wilhelm Friedemann Bach

Nach Annahme der Stelle als Organist in Halle war Wilhelm Friedemann Bach von einer Hauptstadt, die vom höfischen Leben geprägt war, in eine bürgerliche Stadt gewechselt – und es war eben jene Stelle, die sein Vater 33 Jahre zuvor ausgeschlagen hatte. Neben dem Orgelspiel oblag ihm die regelmäßige Komposition und Aufführung von Figuralmusik; wegen dieses Aufgabenzuwachses verbesserten sich auch seine Einkünfte gegenüber Dresden auf mehr als das Doppelte (etwa 181 Reichstaler jährlich). Zu seinem offiziellen Amtsantritt zu Pfingsten, am 29. Mai 1746, führte der Komponist im Gottesdienst seine Kantate Wer mich liebet, wird mein Wort halten auf. Diese war mit ihrem groß angelegten Eingangschor und einer virtuosen Arie mit Orgelbegleitung bewusst als Repräsentationsmusik angelegt.
Friedemann Bach hielt offenbar in den ersten Jahren in Halle einen engeren Kontakt zu seinem Vater. Bekannt ist in diesem Zusammenhang seine Begleitung des Vaters bei dessen Besuch bei König Friedrich dem Großen in Berlin im Mai 1747. Auch setzte er sich 1749/1750 zusammen mit seinem Vater für die Vermittlung des Orgelbaumeisters Heinrich Andreas Contius nach Frankfurt an der Oder ein. Er führte auch mindestens drei Kantaten seines Vaters in Halle auf. Er soll auch, einer von Friedrich Wilhelm Marpurg kolportierten Anekdote zufolge, des Plagiats beschuldigt worden sein, weil er angeblich parodierte Arien aus einer Passion seines Vaters unter seinem eigenen Namen aufgeführt haben soll; ein dokumentarischer Beweis dafür fehlt.
Aus seiner Hallenser Zeit wurden auch diverse Spannungen und Unregelmäßigkeiten berichtet. Nach dem Tod seines Vaters am 28. Juli 1750, der kein Testament hinterließ, reiste Wilhelm Friedemann Bach zur Regelung der Erbschaftsangelegenheiten nach Leipzig. Anschließend brachte er seinen jüngsten, noch nicht volljährigen Bruder Johann Christian zu Carl Philipp Emanuel nach Berlin. Von dort kehrte er nach mehrmonatigem Aufenthalt erst kurz vor Weihnachten zurück, was eine deutliche Rüge seiner Vorgesetzten wegen Urlaubsüberschreitung nach sich zog. Vorher gab es einen größeren Streit zwischen ihm und dem Kantor der Kirche, Johann Gottfried Mittag, der sich der Entnahme von Kollektengeldern schuldig gemacht hatte, die ihm von Friedemann Bachs Vorgänger zugestanden worden waren, und die Sache weitete sich zum öffentlichen Scandal aus. Jedoch war der Organist hier formal im Recht und der Kantor wurde mit der Entlassung bestraft. In einem anderen Fall geriet Friedemann Bach selber ins Visier seiner Kirchenbehörde, als er im Jahr 1750 vertragswidrig eine Pauke aus dem kirchlichen Bestand an einen Studenten des Collegium musicum ausgeliehen hatte.
Am 25. Februar 1751 schloss Wilhelm Friedemann Bach die Ehe mit Dorothea Elisabeth Georgi (1725–1791), der Tochter des örtlichen Steuereinnehmers; aus der Ehe gingen drei Kinder hervor. Die beiden Söhne, Wilhelm Adolf (* 13. Januar 1752) und Gottfried Wilhelm (* 30. Juli 1754) starben mit acht bzw. achtzehn Monaten. Das Erwachsenenalter erreichte nur die Tochter Friderica Sophia (* 7. Februar 1757, † nach 1800).
In seiner Hallenser Zeit hatte der Komponist offenbar einen größeren Schülerkreis. Davon bekannt geworden ist ein entfernter Verwandter, Johann Christian Bach, von dem es ein Porträt des Malers Friedrich Georg Weitsch gibt. Dieses Bild mit Hut und Pelzkragen wurde lange Zeit, trotz der Unähnlichkeit mit anderen Bildern des Komponisten, für ein Porträt von Wilhelm Friedemann gehalten. Zu den Schülern gehörten auch Friedrich Wilhelm Rust, der bedeutsame Abschriften von Friedemann Bachs Klavierwerken besaß, ferner Johann Samuel Petri sowie Johann Carl Angerstein, der in einer im Jahr 1800 in Stendal erschienenen Schrift über die Art der Choralbegleitung des Komponisten berichtete.
Er hatte auch Kontakt zu dem Hallenser Buchdrucker Johann Justinus Gebauer, Besitzer einer Sammlung von Friedemann Bachs Clavierwerken, und zu dem schon erwähnten Friedrich Wilhelm Marpurg, dem Verfasser der Abhandlung von der Fuge (erschienen Berlin 1754) mit 13 Kanons von Wilhelm Friedemann. Darüber hinaus war das Köthener Fürstenpaar Taufpate bei Friedemanns Tochter, und der Komponist schrieb mehrere Stücke für die mechanische Spieluhr im Köthener Schloss.
Die wachsende Unzufriedenheit Wilhelm Friedemann Bachs mit seiner Position in Halle schlug sich in seinen wiederholten Versuchen nieder, seine dortige Anstellung zu verlassen. So bewarb er sich 1753 um die Organistenstelle an der Johanniskirche Zittau, dann 1758 und 1759 um die Kapellmeisterstelle in Frankfurt am Main sowie beim Landgrafen Ludwig VIII. von Hessen-Darmstadt  mit einem Empfehlungsschreiben Telemanns um die Hofkapellmeisterstelle in Darmstadt als Nachfolger Christoph Graupners; er hatte aber damit nirgends Erfolg. Aus nicht dokumentierten Gründen zog er bei dem letztgenannten Versuch die Verhandlungen absichtlich in die Länge, obwohl er in diesem Zusammenhang von dem Landgrafen den Titel eines Kapellmeisters von Haus aus bekam, und brach sie schließlich ab. Möglicherweise hatte er bei seinen aus Vorsichtsgründen erfolgten Erkundigungen in Erfahrung gebracht, dass der Landgraf von Hessen als Beteiligter im Siebenjährigen Krieg, ebenso wie viele Fürsten in dieser Zeit, finanziell angeschlagen war und somit das zugesicherte Gehalt kaum würde aufbringen können. Schließlich hatte Bach im Mai 1764 angeblich noch Kontakte nach Fulda mit der gleichen Absicht; es sind dazu jedoch keine Einzelheiten überliefert. Musikhistoriker vermuten hier, dass es sich um ein frei erfundenes und bewusst lanciertes Gerücht handelte, mit dem der Komponist den Adressaten seiner Bewerbungen zeigen wollte, dass er durchaus auch anderswo gefragt sei – um seine Chancen zu verbessern. Eine Stelle im streng katholischen Fulda zu bekommen war aber für einen protestantischen Kirchenmusiker so gut wie ausgeschlossen (die erste evangelische Kirche wurde dort 1896 erbaut). Wenig später, im Juni 1764, entschloss sich Wilhelm Friedemann Bach gegenüber seiner vorgesetzten Stelle zu der Ankündigung, Halle zu verlassen, was auch durch die Folgen des begonnenen Siebenjährigen Kriegs mit seinen Beschwernissen verursacht war. Bach gab kurz darauf seine Stellung als Organist auf, ohne ein neues Amt in Aussicht zu haben, blieb aber noch in Halle.
Hier bestritt er seinen kärglichen Lebensunterhalt von dem Vermögen seiner Frau und von den Unterrichtsstunden mit seinen Schülern, zu denen in dieser Zeit noch der Hallesche Clavier-Bach Johann Christian gehörte. Er verbrachte außerdem einige Zeit in Leipzig und in Dresden. In Hamburg wurde im Oktober 1767 die Veröffentlichung des Konzerts e-Moll für Klavier angekündigt, das zuvor, wie erwähnt, Prinzessin Maria Antonia Walpurgis von Bayern gewidmet worden war und leichter und verständlicher sein sollte als alles bisher von ihm vorgestellte; das Konzert ist jedoch nie erschienen.
Seine beiden Nachfolger an den Hallenser Kirchen verstarben kurz nach ihrem Amtsantritt; Wilhelm Friedemann ließ sich – aus materieller Not oder auf Drängen seiner Frau – dazu verleiten, sich für die von ihm früher selbst verlassene Stelle zu bewerben, die er natürlich nicht bekam. Die Position ging an Leberecht Friedrich Berger, zuvor Organist an der Hallenser Moritzkirche, der dann in diesem Amt bis zu seinem Suizid im Januar 1787 verblieb. Friedemann Bach beschloss im Sommer 1770, Halle endgültig zu verlassen. Am 13. August wurde ein Grundstück aus dem Besitz seiner Frau versteigert. Er komponierte eine Fantasie e-Moll für Klavier mit dem Untertitel „Abschied von Halle Oktober 1770“, vermutlich ein Abschiedsgeschenk an seinen Freund, den erwähnten Verleger Justinus Gebauer. Er verließ Ende Oktober Halle mit seiner Familie in Richtung Braunschweig.

### Braunschweig, 1770–1774
Die Übersiedelung Wilhelm Friedemann Bachs nach Braunschweig war auf Rat von zwei wohlmeinenden Gönnern erfolgt, diese waren Johann Joachim Eschenburg, ein öffentlicher Hochmeister an der Braunschweiger Hochschule, und Justus Friedrich Wilhelm Zachariae, Literatur-Professor an der gleichen Anstalt. Die ältere Schwester Friedemanns, Catharina Dorothea Bach, war ihm nicht nach Braunschweig gefolgt, sondern nach Leipzig zurückgekehrt und starb dort am 14. Januar 1774.
In Braunschweig gab es ein reiches Musikleben; hier lebte auch der Dichter Gotthold Ephraim Lessing. Es gibt zwar keinen Beleg dafür, aber es ist mit Sicherheit anzunehmen, dass beide in diesen Jahren Kontakt hatten. In der Braunschweiger Zeit setzte der Komponist seine Bemühungen um eine Anstellung fort: Er bewarb sich 1771 an der Stadtkirche Wolfenbüttel und an St. Katharinen in Braunschweig, hier mit Probespiel am 18. Juni 1771, jeweils um die Organistenstellen. Sein mangelnder Erfolg wird von Musikhistorikern seinem schwierigen Charakter zugeschrieben. In den Bewerbungsprotokollen ist teilweise von einem „merkwürdigen Benehmen“ die Rede, auch von Eigensinn, was in diesem Zusammenhang so viel wie mangelnder Gehorsam gegenüber der Obrigkeit bedeutete, der von früher innegehabten Stellen in Erfahrung gebracht werden konnte.
Belegt sind für diese Zeit Reisen des Komponisten, beispielsweise im Jahr 1773 zu Johann Nikolaus Forkel nach Göttingen, wo er im Juni ein von Forkel organisiertes Orgelkonzert gab. Er wirkte auch am 22. August 1773 als Orgelvirtuose bei einem Konzert in der Burgkirche in Braunschweig, ebenso am 3. Oktober des gleichen Jahres in der Stadtkirche Wolfenbüttel. In dieser Kirche führte er auch in der Adventszeit 1773 eine revidierte Fassung seiner Kantate Lasset uns ablegen die Werke der Finsternis auf.
Bei Wilhelm Friedemann Bach wird zu dieser Zeit erkennbar, dass er ein steigendes Interesse an der Orgelimprovisation hatte, was aber mit einem Rückgang seiner kompositorischen Tätigkeit verbunden war. Eine Besserung seiner finanziellen Verhältnisse in den ersten Braunschweiger Jahren geht aus der Tatsache hervor, dass er sich in dieser Zeit einen Sekretär und einen Kopisten leisten konnte. Später verschlechterte sich offenbar seine materielle Situation erneut, denn er musste Notenmaterial seines Vaters aus seiner Erbschaft verkaufen. An Eschenburg übergab er Werke und Eigenschriften mit der Bitte, sie für ihn zu versteigern; ob die Auktion erfolgte, ist nicht bekannt. Friedemann Bach erkundigte sich aber nach dem Ergebnis erst vier Jahre später, als er schon in Berlin weilte. Die Manuskripte des ersten Teils des Wohltemperierten Klaviers seines Vaters verkaufte er an seinen Vermieter Carl Heinrich Ernst Müller, den Hilfsorganisten am Braunschweiger Dom, und einen Teil des zweiten Kantatenjahrgangs seines Vaters an Johann Georg Nacke (1718–1804), den Kantor in Oelsnitz. Wilhelm Friedemann Bach hatte auch die Absicht, die in seinem Eigentum verbliebenen Werke seines Vaters zu katalogisieren. Dazu kam es nicht mehr, als Folge seiner überstürzten Abreise nach Berlin im April 1774. Die Gründe und näheren Umstände seiner Übersiedelung mit Frau und Tochter dorthin sind nicht überliefert.

### Berlin, 1774–1784
Für Wilhelm Friedemann Bach war Berlin interessant, weil diese Stadt nach dem Siebenjährigen Krieg Dresden als Musikmetropole abgelöst hatte. Außerdem lebten hier sein früherer Violinlehrer Johann Gottlieb Graun und auch der Sebastian-Bach-Schüler Johann Philipp Kirnberger. Weitere bekannte Musiker und Komponisten in Berlin waren Johann Friedrich Reichardt, Carl Friedrich Zelter und der erwähnte Musikschriftsteller Friedrich Wilhelm Marpurg, bei dem Friedemann Bach mit seiner Familie zunächst wohnte.
Er führte in seinen ersten Berliner Jahren Orgelkonzerte auf, und zwar am 4. Mai 1774 in der Garnisonkirche, am 15. Mai in der Nikolaikirche und in der Marienkirche, am 9. Juni nochmals in der Marienkirche, außerdem am 10. Oktober und am 3. Dezember 1776 in der Dreifaltigkeitskirche; letzteres war das letzte bekannt gewordene Konzert Bachs. Diese Konzerte trugen in Berlin wesentlich zu seinem Ruf als größtem lebenden Orgelvirtuosen und Improvisator bei.
Friedemann Bach schrieb in dieser Zeit nur wenige Kompositionen; dazu gehören die Violen-Duette, teilweise Bearbeitungen früherer Werke, ferner zwei seiner sechs Flötenduette, die acht Klavierfugen, datiert auf das Jahr 1778, die Prinzessin Anna Amalia von Preußen gewidmet waren, zwei Cembalosonaten in D- und G-Dur und wahrscheinlich die meisten seiner Klavierfantasien. Anna Amalia ließ dem Komponisten außer einigen Geschenken auch eine regelmäßige finanzielle Unterstützung zukommen. Die genannten Fantasien sind musikgeschichtlich von besonderer Bedeutung wegen ihrer deutlich spürbaren Tendenz zum Sturm und Drang, die sonst mehr in der Literatur vorherrschend war. 1778/1779 arbeitete Friedemann Bach auch an einer Oper, Lausus und Lydie, die aber krankheitsbedingt nie fertiggestellt wurde und deren Fragment verloren ist. Aus dieser Zeit ist nur eine Schülerin bekannt mit Namen Sara Levy geborene Itzig (1761–1854), eine Großtante des späteren Komponisten Felix Mendelssohn Bartholdy.
In Berlin bewarb sich Wilhelm Friedemann Bach am 9. Januar 1779 um die Organistenstelle an der Marienkirche, wiederum ohne Erfolg, trotz der Fürsprache des Bruders des preußischen Königs und von Prinzessin Anna Amalia. Finanzielle Probleme zwangen ihn auch, nach und nach seine musikalische Bibliothek und die noch verbliebenen geerbten Musikalien seines Vaters zu verkaufen, ebenso auch eigene Kompositionen. In diese Zeit fällt auch seine Manipulation der Autorschaft vorhandener Noten; so deklarierte er Johann Sebastian Bachs Bearbeitung des Vivaldi-Konzerts BWV 596 als sein eigenes Werk. Diese falsche Zuordnung wurde noch dadurch verbreitet, dass August Stradal das Stück im späten 19. Jahrhundert adaptierte und Wilhelm Friedemann Bach, dem damaligen Kenntnisstand folgend, als Urheber nannte. Die hieraus entstandene musikhistorische Verwirrung konnte erst im Jahr 1911 durch L. Schitteler und Max Schneider endgültig aufgeklärt werden, jedoch wurde das Werk noch bis über die Mitte des 20. Jahrhunderts hinaus gelegentlich Bachs Sohn zugeordnet. Andererseits änderte Wilhelm Friedemann Bach die Autorschaft eigener Kompositionen in der Weise, dass sie als solche seines Vaters gelten sollten; vermutlich, um sie besser zu verkaufen. Bekannt geworden ist auch Wilhelm Friedemann Bachs angeblicher Versuch, Johann Philipp Kirnberger mittels Verleumdungen aus seiner Stellung bei Prinzessin Anna Amalia zu drängen, um selbst dieses Amt einnehmen zu können; allerdings ist diese Begebenheit nur aus einem Brief Kirnbergers an Forkel bekannt und sonst nirgends belegt. Jedoch hatte dieser Vorgang zur Folge, dass Anna Amalia dem Komponisten von da an die finanzielle Unterstützung entzog.
In seinen letzten Jahren kränkelte Wilhelm Friedemann Bach zunehmend und zog sich resignierend mehr und mehr aus der Öffentlichkeit zurück. Er starb am 1. Juli 1784, wie es heißt, „im 74. Jahr seines Alters an einer völligen Entkräftung“. Der Schreiber des Totenbuchs der Berliner Luisenstadtkirche vermerkte als Todesursache „an der Brustkrankheit“, was an eine Tuberkulose denken lässt. Friedemann Bach wurde auf dem Luisenstädter Kirchhof neben der Kirche beigesetzt. Im Jahr 1870 wurde dieser Friedhof eingeebnet, und heute erinnert eine Stele im Luisenstädtischen Kirchpark mit einem Porträt des Komponisten an ihn und an die verlorene Grabstätte. Der Komponist muss aber bis zum Schluss noch weithin bekannt gewesen sein, denn nach seinem Ableben schrieb Carl Friedrich Cramer in dem von ihm herausgegebenen Magazin der Musik: „Deutschland hat in ihm seinen ersten Orgelspieler und die musikalische Welt überhaupt einen Mann verloren, dessen Verlust unersetzlich ist“.
Frau und Tochter Bachs blieben in großer Armut zurück. Zu ihrer Unterstützung wurde im folgenden Jahr in Berlin ein Benefizkonzert mit der Aufführung von Händels Oratorium Der Messias veranstaltet, und die Hinterbliebenen bekamen einen Teil der Einnahmen. Dorothea Elisabeth Bach überlebte ihren Mann um sechs Jahre und starb in Berlin am 21. Juni 1791. Die gemeinsame Tochter Friederica Dorothea heiratete am 10. Februar 1793 den vier Jahre jüngeren Grenadier Joseph Schmidt vom Infanterieregiment Arnim zu Berlin. Beide wanderten wenige Jahre später in die Vereinigten Staaten aus, zusammen mit einem Teil von Friedemann Bachs Nachlass. Dieser ist dort zwischen den Jahren 1990 und 2000, wie es heißt, „versehentlich vernichtet worden“.

## Bedeutung
Die Aussagen Wilhelm Friedemann Bachs und seines Bruders Carl Philipp Emanuel waren für den Bach-Biografen Johann Nikolaus Forkel die wichtigsten Quellen für seine Biografie von deren Vater Johann Sebastian. Das Werk Friedemann Bachs begann schon zu Lebzeiten des Komponisten in seinem Bestand verloren zu gehen, weil er seine Kompositionen infolge seiner Verarmung teilweise veräußern musste. Erhebliche weitere Verluste traten dann offenbar um das Jahr 1800 ein. Zusätzliche Verluste größeren Ausmaßes erfolgten dann durch die Einwirkung des Zweiten Weltkriegs. Der bedeutende Quellenschatz der Berliner Singakademie, der Stücke des Komponisten nach der Zuführung durch Sara Levy und Carl Friedrich Zelter enthielt, war ab 1945 zunächst verschollen und wurde 1999 in Kiew durch den Harvard-Professor Christoph Wolff wieder aufgefunden. Die Auswertung dieses umfangreichen Fundes ist noch im Gange bzw. es gibt dazu noch keine enzyklopädische Veröffentlichung. Auch ist die chronologische Einordnung der vorhandenen Werke Friedemann Bachs wegen der großen Zahl von untergeschobenen Stücken erheblich erschwert. Infolgedessen muss sich eine Würdigung des Gesamtwerks des Komponisten auf den vergleichsweise schmalen Sektor der verbliebenen bekannten Kompositionen beschränken.
Wilhelm Friedemann Bach begann erst in seiner Dresdner Zeit, nach der relativen Unabhängigkeit von seinem Vater, in nennenswertem Umfang mit dem Komponieren, zunächst mit Werken für Tasteninstrumente. Vor dieser Zeit sind nur wenige Stücke entstanden, eher durch improvisatorische Einfälle. Gerade in seinem Gesamtwerk für Tasteninstrumente ist seine Neigung zu großer Virtuosität unverkennbar. Musikwissenschaftler sowie Interpreten dieser Werke sind sich einig, dass die Cembalokonzerte a-Moll und D-Dur ebenso wie die 1745 erschienene Sonate D-Dur zu den technisch schwierigsten Werken ihrer Zeit in dieser Gattung gehören. Bachs Werke der Dresdner Zeit zeigen eine deutliche Nähe zum 1. Teil der Clavierübung seines Vaters, also zu den Partiten BWV 525–530, entstanden 1726–1731; doch schon hier ist ein sehr individueller und eigenwilliger Stil des Komponisten in seinen charakteristischen melodischen Formeln und seiner Tendenz zu kontrapunktischer oder imitativer Durcharbeitung sichtbar.
In den Kantaten, die vermutlich alle in Halle geschrieben wurden, benutzt er teilweise Wendungen des Dresdner Opernstils, kommt aber in vielen Einzelheiten auf den Vokalstil seines Vaters zurück. Dies gilt insbesondere für seine Verwendung von Instrumental-Einleitungen, die teilweise neu sind, teilweise aber aus Stücken seiner Dresdner Zeit übernommen wurden; die Chorsätze dieser Werke enthalten eine Reihe von hoch anspruchsvollen Fugen. Unabhängig davon zeigen einige dieser Kantaten einen deutlichen Einfluss von Kantaten Telemanns; so zeigt seine Komposition über „Ach Gott, vom Himmel sieh darein“ eine offenkundige Ähnlichkeit mit Telemanns Vertonung des gleichen Lieds. So wie die Instrumentalwerke stellen auch seine Vokalwerke hohe technische Anforderungen an die Singstimmen und die sie begleitenden Instrumentalisten. In seinen späten Klavierwerken beschreitet der Komponist neue stilistische Wege; bei seinen späten Sonaten tendiert er zu größerer formaler, satztechnischer und melodischer Klarheit. Das virtuose Profil seiner Fantasien nimmt teilweise Spieltechniken des 19. Jahrhunderts vorweg, andererseits greift er hier auf frühere Formmodelle wie Fuge und Toccata zurück. Von Forkel ist eine Würdigung Wilhelm Friedemanns durch Carl Philipp Emanuel Bach überliefert: „Er konnte unseren Vater eher ersetzen als wir alle zusammengenommen“.

## Rezeption

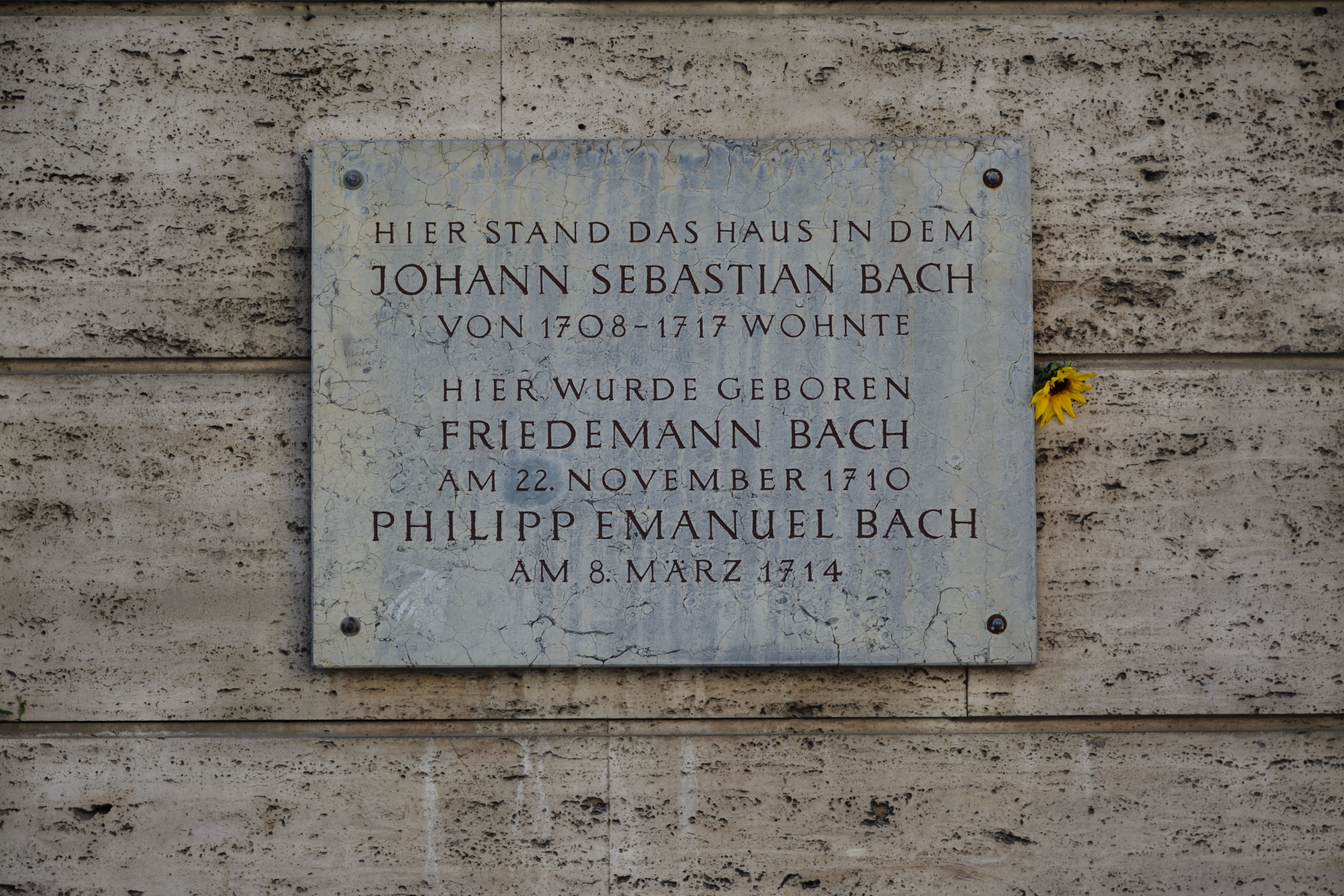
Gedenktafel am Haus Markt 18 in Weimar

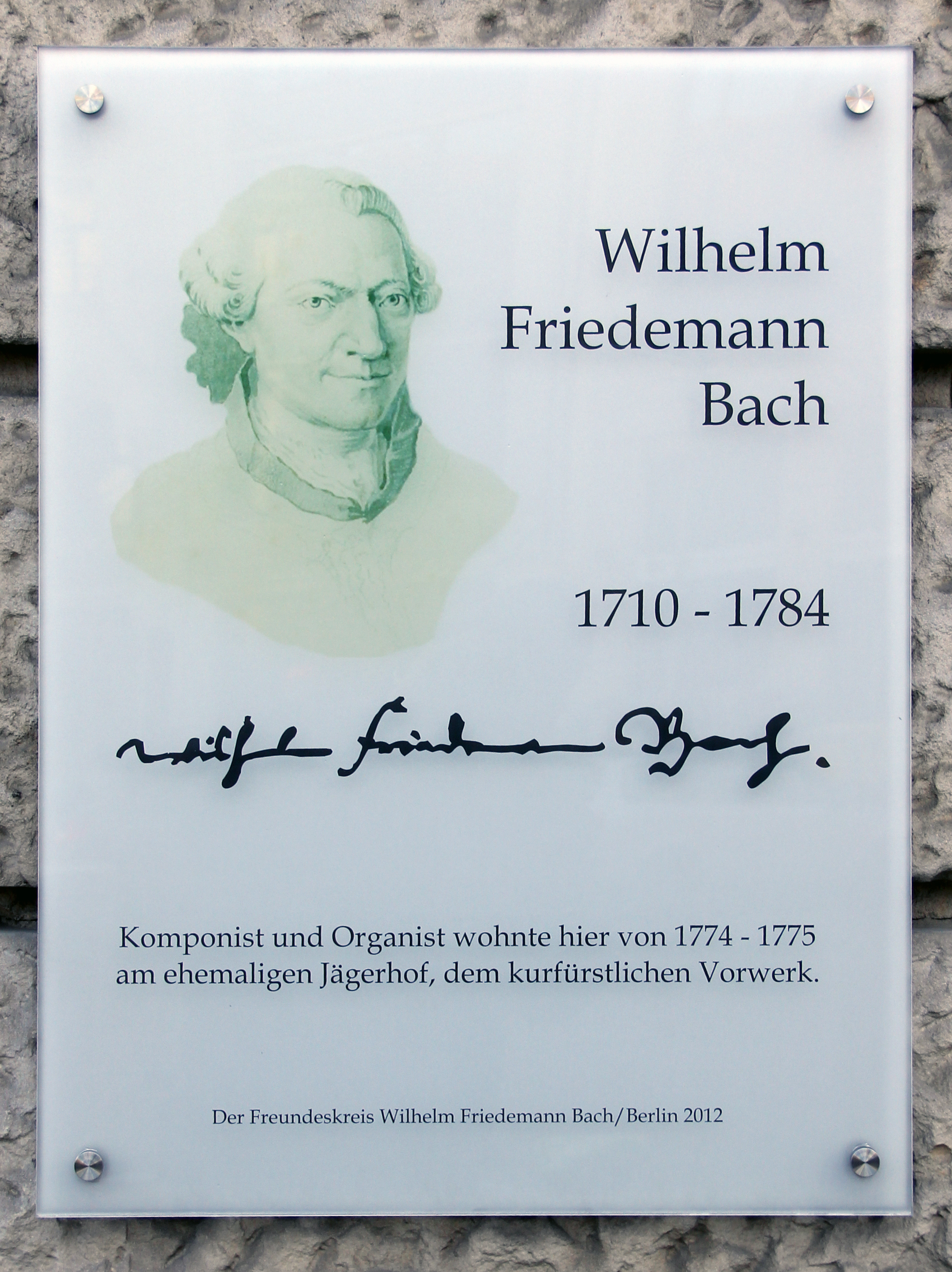
Gedenktafel am Haus, Oberwallstraße 9, in Berlin-Mitte

Im 19. Jahrhundert orientierte sich das Urteil der Nachwelt über Wilhelm Friedemann Bach zunächst an den vielen Anekdoten über seine Auseinandersetzungen mit seiner sozialen Umgebung, die besonders von Friedrich Wilhelm Marpurg, Johann Friedrich Reichardt und Johann Friedrich Rochlitz verbreitet wurden. Andererseits waren in dieser Zeit von seinen Kompositionen speziell die Polonaisen so populär, dass Friedrich Konrad Griepenkerl im Jahr 1819 eine Neuausgabe dieser Werke vornahm. Bis in die Gegenwart ist der Roman Friedemann Bach von Albert Emil Brachvogel aus dem Jahr 1858 lebendig, der mit seinen stark romantisch geprägten Darstellungen dem Publikumsgeschmack des 19. Jahrhunderts weit entgegenkam, mit der tatsächlichen Biografie des Komponisten aber fast nichts gemeinsam hat. Später befassten sich Karl Franz Friedrich Chrysander und insbesondere Karl Hermann Bitter, 1868 und 1883, mit Leben und Werk des Komponisten, wobei gerade letzterer durch seine mit Vorurteilen behaftete und wegen des Alkoholismus-Vorwurfs teilweise verleumderische Darstellung besonders auffällt. Auf Brachvogels Roman basierten im 20. Jahrhundert die Oper Friedemann Bach von Paul Graener aus dem Jahr 1931 ebenso wie die Verfilmung mit dem gleichen Titel aus dem Jahr 1941 mit Gustaf Gründgens in der Hauptrolle unter der Regie von Traugott Müller.
Der erste Lichtblick in diesem Zusammenhang war die grundlegende Monografie von Martin Falck aus dem Jahr 1913, die später durch eine Reihe von Spezialstudien von Werner Braun, Heinrich Miesner und Hans-Joachim Schulze um wesentliche Aspekte ergänzt wurde und bezogen auf einzelne Werkgruppen von weiteren Musikwissenschaftlern diskutiert und erweitert wurde. Zuletzt wurde das Gesamtschaffen von Wilhelm Friedemann Bach von Peter Wollny in seiner Dissertation aus dem Jahr 1993 dargestellt.
Die eigentliche Problematik der Musikerpersönlichkeit von Wilhelm Friedemann Bach hat der Musikschriftsteller Ulrich Kahmann in seiner Veröffentlichung Wilhelm Friedemann Bach – der unterschätzte Sohn aus dem Jahr 2010 unter anderem mit folgenden Sätzen charakterisiert:
- „Unterwarf er sich den Dresdner Idealen [einer galanten Tonsprache], so verriet er das musiksprachliche Erbe seines Vaters, so wie er es verstand. Wagte er sich aber, durchaus im Einklang mit Sebastians Innovations-Mut, mit künstlerischer Konsequenz an die Formulierung neuer, kühner Ideen, so verfehlte er den Publikumsgeschmack“.
- „Die Marktgesetze blieben ihm auch späterhin fremd. Carl Philipp Emanuel dagegen wusste sie klug zu nutzen“.
- „Ein stolzer Geist, so scheint es, leitete einen Mann, der Eigensinn dort zeigte, wo Konformität gefragt war“.
- „Friedemann Bachs Musik passte weder ins erhabene Barockmetier der alten Schule noch ins gängige gefällige Unterhaltungsfach“.

Ein Museum mit dem Namen Wilhelm-Friedemann-Bach-Museum wurde 2012 in Halle eröffnet.

## Werke (summarisch)
Hier sind diejenigen Kompositionen nur teilweise berücksichtigt, die in dem 1999 in Kiew wieder aufgefundenen Bestand der Berliner Singakademie enthalten sind. Ein neueres kritisches Werkverzeichnis mit dem Nachweis aller bekannten Quellen, erstellt von Peter Wollny, ist 2012 in der Reihe Bach-Repertorium erschienen.
- Vokalmusik
  - 26 geistliche Kantaten, Chorsätze und Arien
  - 5 Messen, Einzelsätze des Mess-Ordinariums und andere liturgische Stücke
  - 2 weltliche Kantaten und Huldigungsmusiken
- Bühnenwerk
  - Oper Lausus und Lydie, Libretto von Carl Martin Plümicke nach Jean-François Marmontel, um 1778/1779, Fragment, Manuskript verschollen
- Instrumentalmusik
  - 9 Sinfonien für Orchester, eine davon unvollständig
  - 8 Konzerte, davon 5 für Cembalo, 1 für zwei Cembali, 1 für Flöte; 1 weiteres für Cembalo, das aber möglicherweise von Altnikol stammt
  - 8 Sonaten für verschiedene Instrumente
  - 6 Duette für zwei Flöten
  - 3 Duette für zwei Violen
- Claviermusik
  - 12 Sonaten für Cembalo
  - 1 Sonate für zwei Cembali (verschollen)
  - 2 Concerti für ein Cembalo bzw. zwei Cembali
  - 13 Polonaisen
  - 10 Fantasien
  - 10 Fugen
  - 1 Suite
  - 18 Einzelstücke wie Menuette, Marsch, Andante, Allegro, Präludien und anderes; Echtheit teilweise unsicher, teilweise seit 1945 verschollen
  - 18 kleine Stücke für die Spieluhr im Köthener Schloss
  - 4 Fantasien, 2 Menuette, 1 Ouverture und 1 Sonate aus der ehemaligen Universitätsbibliothek Königsberg, seit 1945 verschollen
- Orgelmusik
  - 5 Fugen, Echtheit teilweise unsicher
  - 7 Choralbearbeitungen
  - 1 Orgel-Choraltrio
  - 4 weitere Choralbearbeitungen, Echtheit unsicher, aus der ehemaligen Universitätsbibliothek Königsberg, seit 1945 verschollen
- Kontrapunktische Studien, Widmungen und Kanons
  - 1 Fugen-Exposition, Braunschweig 14. Juni 1771
  - 1 Studie über B-A-C-H, 15. Juli 1773, im Stammbuch von Carl Friedrich Cramer
  - etwa 20 Kanons und Kontrapunktstudien, davon 13 bei Friedrich Wilhelm Marpurg
  - 4 Tripelkanons, bei Johann Philipp Kirnberger
- Schrift
  - Abhandlung vom Harmonischen Dreyklang. Angekündigter Druck nicht erschienen, Manuskript verschollen.

## Ausgaben (summarisch)
- Gesamtausgabe: Wilhelm Friedemann Bach. Gesammelte Werke. Hrsg. von Peter Wollny. 10 Bände. Carus, Stuttgart 1999ff.
- 7 Kantaten, bei verschiedenen Verlagen, 1964–1980
- 3 Sinfonien, bei verschiedenen Verlagen, 1961–1967
- 2 Cembalokonzerte, bei verschiedenen Verlagen, 1955 und 1999
- 4 Trios für 2 Soloinstrumente und Basso continuo, 3 Duette für zwei Violen, 6 Duette für zwei Flöten, bei verschiedenen Verlagen, 1966–1988
- Klaviermusik
  - Sämtliche Klaviersonaten. Hrsg. von Friedrich Blume. Kassel 1930–1940.
  - Klavierfantasien. Hrsg. von Peter Schleunig. Mainz 1972.
  - Ausgewählte Klavierwerke. Hrsg. von A. Böhnert und K. Schilde. München 1992.
- Sämtliche Orgelwerke. Hrsg. von Traugott Fedtke. Frankfurt am Main 1966.

## Aufnahmen (Auswahl)
- Claviermusik I. Léon Berben, Cembalo. Carus, 2010.
- Kantaten I und II und anderes. Carus, Rastatter Hofkapelle, Leitung Jürgen Ochs, 2010.